# 札幌市交通局D1000形気動車
札幌市交通局D1000形気動車（あるいは“D1000形内燃動車”）は、1958年に登場した札幌市電の路面ディーゼルカーである。

## 概要
1958年（昭和33年）4月にD1001号の1両のみが東急車輛製造で製造された。麻生町や琴似といった人口増加地域への路線延伸を、変電所の増設なしに行うことを企図しており、試作車としてまずD1001号が製造された。なお、琴似方面への市電延伸は結局実現せず、後年地下鉄東西線として日の目を見る。
「札幌スタイル」と呼ばれる、330形と同一の丸みの強い正面1枚窓のデザインが採用された、日本初の路面ディーゼルカーであった。330形との外観の相違は、屋根上にビューゲルがなく、キセ付きの排気管が顔を出していることを除くと、エンジンと変速機を覆う台車間のスカートの丈が若干短いこと、排気管立ち上げ部の窓柱の幅が広いこと、尾灯が車体から突き出て正面を向いていることなど、わずかであった。しかし、その音は紛れもなくディーゼルカーそのものであり、警笛も他の電車が用いていたホイッスルではなく、自動車のような高低2音の電気式ホーンであり、数多い電車の中にあって異彩を放っていた。
水冷、直列6気筒の日野自動車製DS22形バス用ディーゼルエンジンを床下中央部に水平（横倒し）搭載し、トルクコンバータ（トルコン）付き2速自動変速機を介して片側台車の2軸を駆動する構成であった。この台車は札幌市電初の空気ばね付き台車となった。また、変速機は小さいながらも国鉄の液体式変速機と同等の構造であり、国鉄のそれが「変」（変速段＝トルコン域）・「中」（中立）・「直」（直結段）を手動で切り替えていたのに対し、本形式の変速レバーは「変」・「中」・「自動」の3ポジションとなっており、通常走行時は「自動」を選んでおけばマスコンのノッチ数と車速によって直結段に自動進段する自動車のオートマチックトランスミッションと同様の制御で、1速固定の「変」は札幌駅構内を横断する西5丁目跨線橋、通称「おかばし」の登坂用であった。
本形式で採用されたDS22は、日野のBD系センターアンダーフロアエンジンバス（ブルーリボンと呼ばれていた）のために設計された背の低い水平シリンダー形エンジン（国鉄で言う「横形エンジン」）であり、東急車輛製造ではキハ01形レールバスで既に使用実績があったものである。
横形エンジン、トルコン、空気ばね台車の組み合わせは、国鉄の80系特急形気動車に2年先んじての採用であり、2軸駆動もキハ60形試作気動車を出し抜いた形となった。この背景には、東急車輛製造の設計陣に、キハ01形レールバスの開発過程で、国鉄側の無理解から進歩的な設計を盛り込むことができず、結果として良い製品にならなかったという後悔の念があったと言われ、本形式はその無念を一気に晴らすかのごとく、非常に洗練された設計となっていた。

## 運用
新製されたD1001号は、鉄北線の車庫である幌北車庫ではなく、当初交通局のお膝元である中央車庫へ配置され、各種試運転の後、1系統一条線で営業運転に就いた。
鉄北線延伸工事の完成までには後4年以上あり、初物満載の試作車の試験には十分な期間と思われた。しかし、前例のない進歩的な試みのせいか、営業運転を始めた約一週間後に本形式の肝とも言うべき自動変速機が故障し、一晩かけて原因を探ったものの修理ができず、翌日にはついに休車になるなど、多数の初期故障も頻発していた。だがその後は故障の原因を一つ一つ解決して行き、まずまずの成績を収めたことで札幌市交通局は路面気動車の本格的な採用へと移った。
その後幌北車庫に転じ、架線の下で営業運転を続けながら1963年（昭和38年）11月17日の鉄北線麻生町（現・南北線麻生駅付近）延伸開業を待った。本形式の後に製造された改良形であるD1010形、D1020形、D1030形と共に総勢14両で、本来の目的である非電化区間と都心を結ぶ7系統、鉄北・西4丁目線（麻生町 - 北24条 - 札幌駅前 - 三越前 - すすきの）に投入された。
当時北24条以北は道路も未舗装であり、牧場の脇を土煙を上げて走るモダンな路面気動車の姿は、他都市では見られない光景となった。また、降雨や雪どけの際にレールやフランジウェイが泥で埋まることもあったが、電車のようにレールを使った帰電の必要がなく、軌道回路もなかったことから、石噛みで若干乗り心地が損なわれる以外、問題とはならなかった。
だがそれでも細かな故障や整備の煩雑さなどには末期まで悩まされ、市交通局の労組からは度々不満の声が上がっていた。
同線は翌1964年（昭和39年）12月1日に非電化のまま新琴似駅前まで延伸され、簡単な給水設備も作られたが、1965年（昭和40年）に入ると北24条 - 北33条間が電化され、1967年（昭和42年）11月1日には全線の電化が完了したため気動車はその存在理由を失い、経年が浅く、ラッシュ輸送に適した両開きの中扉を持つD1030形とD1040形を残して一旦廃車され、車体のみを流用した700形へと生まれ変わった。

## 改造
冷却気導入用のシュラウドが、ちょうど掃除機のノズルのような作用をし、大きなゴミを吸い込むトラブルが多発したため、バンパー下部のスカートを切り取り、ラジエーター前のシュラウドを廃し、流入気の速度を下げる改造を行った。また、もともと自動車用エンジンでもあり、心配されたほどの騒音もなかったため、室内雰囲気温度の上昇防止と整備性を考慮し、側面のスカートも大きく切り欠くことになった。この仕様はD1010形以降の設計にも反映されている。

## 廃車・転用
鉄北線完全電化目前の1967年（昭和42年）10月に廃車され、車体は550形の電装品と組み合わされて700形703号に転用された。この際、プレス材溶接構造で空気ばねを持つ本来の台車は廃棄され、550形が履いていた1910年代に設計されたブリル76E系の流れを汲む、鋳鋼製で重ね板ばねの住友金属・KS-40形が流用されている。

## 主要諸元
- 全長：13,100mm
- 全幅：2,230mm
- 全高：3,350mm
- 自重：14.5t
- 定員：110人
- 出力：120ps
- 台車型式：東急車輛TS-107